# Billie Piper
Lianne Paul Piper (Swindon, Inglaterra, 22 de septiembre de 1982), más conocida como Billie Piper o simplemente Billie, es una actriz y cantante británica. Debutó en Scratchy & Co. (1996-1998) y a la edad de 15 años firmó un contrato discográfico y lanzó su primer sencillo «Because We Want To», que entró en el top del UK Singles Chart y la convirtió en la artista más joven en entrar en el número uno de la tabla. El sencillo fue seguido por el álbum Honey to the B (1998), que fue certificado doble platino por la Recording Industry Association of New Zealand (RIANZ) y platino por la British Phonographic Industry (BPI). En 2000, lanzó su segundo álbum, Walk of Life. En 2003, se retiró de la industria discográfica e inició una carrera como actriz.
La transición de Piper a la actuación comenzó en 2004. Ella interpretó a Rose Tyler, compañera de El Doctor de 2005 a 2006, en la serie de ciencia ficción de la BBC Doctor Who, retomando el papel en 2008, 2010 y 2013. Desde 2007 hasta 2011, protagonizó la acompañante de lujo Belle de Jour en la serie de televisión Secret Diary of a Call Girl.  También fue protagonista como Brona Croft/Lily en la serie de Showtime Penny Dreadful.
Ha protagonizado cinco obras aclamadas por la crítica y ha recibido numerosos premios a la mejor actriz, entre los que destacan el Premio Laurence Olivier por su interpretación en Yerma, que fue descrita por The Guardian como un ‘terremoto’ y como «la mejor interpretación de una generación» por The Stage. Ella consiguió un total de seis premios a la mejor actriz por esa actuación, convirtiéndola en una de las actuaciones teatrales más aclamadas y premiadas de la historia del teatro británico, y la única actriz femenina que ha obtenido seis de los seis premios disponibles a la mejor actriz por una sola actuación.

## Carrera profesional

### 1996-2001: cantante
Piper comenzó su formación artística al obtener una beca, con tan solo 12 años, en la prestigiosa academia Sylvia Young Theatre School de Londres. Tras varias esporádicas apariciones en cine (The Leading Man, 1996; Evita, 1996), televisión y prensa como actriz y modelo ocasional, cuando tenía 14 años el productor discográfico Hugh Goldsmith, director general de Innocent Records, que estaba buscando una cantante para el grupo femenino Spice Girls, se interesó por ella tras verla en una campaña publicitaria de la revista musical Smash Hits. Hizo una prueba, a los productores les gustó su voz y en 1997, bajo el seudónimo artístico de "Billie", se dio a conocer en la gala de los Brit Awards y firmó un contrato con la discográfica Virgin Records para grabar tres álbumes discográficos. El primero de ellos, Honey to the B (1998), lanzó a la nueva popstar y resultó ser un éxito.
Honey to the B vendió medio millón de copias en el Reino Unido y dos de sus singles (Because We Want To y Girlfriend) alcanzaron el número 1 en el Reino Unido. Piper se hizo así un hueco en el panorama musical británico, obteniendo dos discos de platino y dos nominaciones a los Brit Awards en 1999. En su país, su fama iba en aumento y sus apariciones televisivas se multiplicaron en programas de actualidad y docurealities que la promocionaban como pop idol: This is Your Life (1998), Billie Wants You! (1999), Melinda's Big Night In (febrero de 1999), Never Mind the Buzzcocks (marzo de 1999), Young Entertainers (junio de 1999), Party in the Park 2000 (2000), Dale's All Stars (2000), MTV Select (octubre de 2000), Winton's Wonderland (diciembre de 2000) o Victoria Wood with All the Trimmings (diciembre de 2000). Sin embargo, la promoción de su disco de debut en Estados Unidos no obtuvo el éxito esperado.
Tras la gira americana, Piper comenzó a preparar su segundo álbum, Walk of life, cuyo lanzamiento tuvo lugar a finales del 2000, esta vez bajo el nombre artístico de "Billie Piper". Pese a que los dos singles previos a la publicación del disco (Day & Night y Something Deep Inside) tuvieron cierto éxito (alcanzaron el puesto número 1 y el número 4, respectivamente, en el Reino Unido) el LP no tuvo la misma suerte. La presión de la discográfica, que esperaba mejores resultados, y el escaso éxito de ventas forzaron a Piper a tomar la decisión de abrir un paréntesis indefinido en su carrera musical para centrarse en su verdadera vocación: la interpretación.

### 2001 en adelante: actriz
A partir de 2001, Piper retomó su formación como actriz tanto en Londres como en Los Ángeles. Obtuvo algunos pequeños papeles en miniseries (The Canterbury Tales, 2003) y telefilmes (Bella and the Boys, 2004) de la BBC y en alguna película (The Calcium Kid, 2004), pero no fue hasta 2004 cuando el director de casting Andy Pryor le ofreció el papel que le daría mayor fama, el de Rose Tyler, la compañera de El Doctor (Christopher Eccleston/David Tennant) en una versión renovada de la veterana serie de la BBC Doctor Who. Piper interpretó este personaje en las dos primeras temporadas (2005-2006) y en el especial de Navidad de 2005. Tras abandonar la serie en el verano de 2006, Piper volvió a encarnar al personaje en seis episodios de la 4ª temporada (2008) y en un doble episodio especial de Navidad 2009-2010 que supuso la despedida de Tennant como intérprete del personaje protagonista. Posteriormente, interpretó el papel de la prostituta de lujo Belle de Jour en la serie Secret Diary of a Call Girl. En noviembre de 2013 volvió a interpretar el papel de Rose Tyler en el episodio especial del 50.⁰ Aniversario de Doctor Who: "The day of the Doctor".

## Vida personal

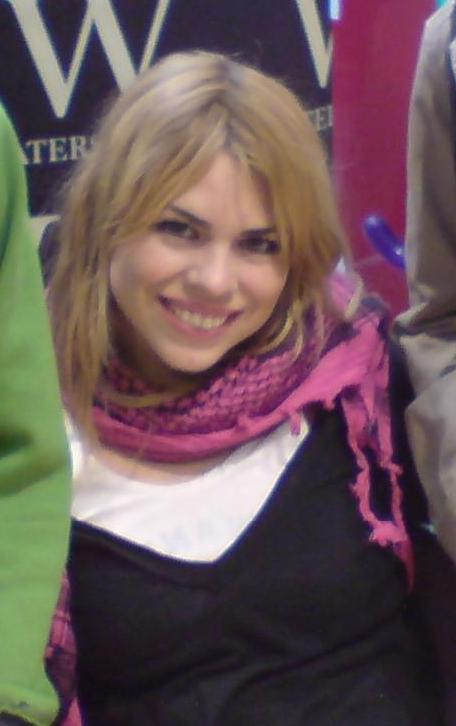
Billie durante una firma de libros de octubre del 2006.

Tras una relación sentimental, en 1999, con Ritchie Neville, miembro del grupo musical 5ive, Piper contrajo matrimonio, en mayo de 2001 en Las Vegas, con el DJ radiofónico Chris Evans, 16 años mayor que ella. Finalmente se divorciarían tras seis años de convivencia, en mayo de 2007.
En un informe publicado en The Independent el 27 de junio de 2006, se afirmaba que Piper había declarado que no deseaba reclamar ningún dinero de los 50 millones de libras esterlinas declaradas por Evans o de su salario de 540000 libras esterlinas de la BBC Radio 2. El 27 de junio de 2006, Piper declaró que no quería reclamar ningún dinero a Evans. En una entrevista para la radio Radio Times, ella dijo: «No le voy a quitar ni un centavo. Creo que eso es asqueroso». También reveló que dejó su carrera de estrella del pop con muy poco dinero. Evans ha admitido que la diferencia de edad fue una razón para solicitar el divorcio.
Siete meses después, en diciembre de 2007 volvió a casarse, esta vez con el actor Laurence Fox, la pareja le dio la bienvenida a su primer hijo, Winston James Fox el 21 de octubre de 2008, más tarde el 5 de abril de 2012 nació su segundo hijo Eugene Pip Fox. En marzo de 2016, Laurence Fox anunció su separación vía Facebook, en mayo de 2016 se anunció su divorcio formalmente.
En 2007, la revista Broadcast incluyó a Billie Piper en el puesto número 6 en su lista "Hot 100" de actores y actrices más influyentes, siendo la primera mujer en dicha lista tras los cinco primeros puestos copados por hombres.

### Autobiografía
En 2006 salió a la venta su libro autobiográfico llamado "Growing Pains", en el mismo hace mención a la batalla con su anorexia luego de que un presentador de televisión la llamara 'gorda'.

## Premios y nominaciones

### Premios
- 1998 – Smash Hits Awards: Princesa del Pop
- 1999 – Smash Hits Awards: Mejor intérprete femenina
- 1999 – Smash Hits Awards: Mejor intérprete femenina
- 2005 – The National Television Awards: Actriz más popular
- 2005 – BBC Face Of The Year
- 2005 – BBC Drama Awards: Mejor actriz
- 2006 – The South Bank Show Awards: El premio al mejor avance - Talento británico ascendente
- 2006 – TV Choice/TV Quick Awards: Mejor actriz
- 2006 – The National Television Awards: Actriz más popular
- 2006 – BBC Drama Awards: Mejor actriz
- 2006 – Tric Awards: Mejor nuevo talento
- 2006 – GQ Magazine Awards: Mujer del año
- 2006 – BBC Drama Awards: Éxito del año
- 2016 – Evening Standard Theatre Award: Mejor Actriz  por YERMA

### Nominaciones
- 1998 – Smash Hits Awards: Mejor nueva actuación
- 2006 – Broadcasting Press Guild Awards: Mejor actriz (rol en Doctor Who y ShakespeaRe-Told: Much Ado About Nothing)
- 2006 – BAFTA Cymru Awards: Mejor actriz
- 2007 – TV Choice/TV Quick Awards: Mejor actriz Mansfield Park
- 2008 – Rose d'Or: Premio especial por mejor entretenedora (por Secret Diary of a Call Girl).[15]
- 2009 – Ewwy Award: Mejor actriz en una serie de comedia (por Secret Diary of a Call Girl)

## Filmografía

### Cine
| Año  | Título                          | Papel         | Notas         |
| ---- | ------------------------------- | ------------- | ------------- |
| 1996 | Evita                           | Chica         | Sin acreditar |
| 1996 | Un hombre de éxito              | Chica         | Sin Acreditar |
| 2004 | The Calcium Kid                 | Angel         |               |
| 2005 | Cosas que hacer antes de los 30 | Vicky         |               |
| 2005 | Spirit Trap                     | Jenny         |               |
| 2007 | La Sombra del Norte             | Fanny Price   |               |
| 2010 | Rebelión en la isla             | Bonnie        | Voz           |
| 2010 | The Raven                       | Raven         | Cortometraje  |
| 2016 | City of Tiny Lights             | Shelley       |               |
| 2017 | Beast                           | Grace         |               |
| 2017 | Two for Joy                     | Lillah        |               |
| 2022 | Catherine Called Birdy          | Lady Aislinn  |               |
| 2024 | La gran exclusiva               | Sam McAlister |               |

### Televisión
| Año       | Título                               | Papel                            | Notas |
| --------- | ------------------------------------ | -------------------------------- | --- |
| 1999      | Billie Wants You                     | Ella misma                       | Documental |
| 1999      | Music Chronicles                     |                                  | 1 episodio |
| 2002      | Victoria Wood with All the Trimmings | Ella misma                       | Documental |
| 2003      | The Canterbury Tales                 | Alison Crosby                    | TV Movie |
| 2004      | Bella and the Boys                   | Bella                            | TV Movie |
| 2005      | ShakespeaRe-Told                     | Hero                             | TRIC Award como Nuevo Talento Televisivo (2006, también con Doctor Who) Nominada—Broadcasting Press Guild Award como mejor actriz (2006, también con Doctor Who) |
| 2005–2013 | Doctor Who                           | Rose Tyler, Bad Wolf, The Moment | 35 episodios |
| 2005–2008 | Doctor Who Confidential              | Ella misma                       | 30 episodios |
| 2006      | The Ruby in the Smoke                | Sally Lockhart                   | TV Movie |
| 2007      | Top Gear                             | Ella misma                       | Temporada 9, Episodio 6 |
| 2007      | La Sombra del Norte                  | Sally Lockhart                   | TV Movie |
| 2007–2011 | Secret Diary of a Call Girl          | Hannah Baxter/Belle              | 32 episodios |
| 2010      | A Passionate Woman                   | Betty                            | Miniserie |
| 2012      | True Love                            | Holly                            | 1 episodio |
| 2014      | Playhouse Presents: Foxtrot          | Badger                           | Capítulo especial |
| 2014–2016 | Penny Dreadful                       | Brona Croft / Lily Frankenstein  | 27 episodes Nominada – Fangoria Chainsaw Award como mejor actriz de reparto                                                                                      |
| 2018      | Collateral                           | Karen                            | Miniserie |
| 2025      | Doctor Who                           | El Doctor                        | 1 episodio |

## Teatro
| Año     | Título               | Papel  | Teatro           | Notes |
| ------- | -------------------- | ------ | ---------------- | ----- |
| 2007    | Treats               | Ann    | Garrick Theatre  |       |
| 2011–12 | reasons to be pretty | Carly  | Almeida Theatre  |       |
| 2012–13 | The Effect           | Connie | National Theatre |       |
| 2014    | Great Britain        | Paige  | National Theatre |       |
| 2016–17 | Yerma                | Yerma  | Young Vic        |       |

## Discografía

### Álbumes
De estudio:
- Honey to the B (1999)
- Walk of Life (2000)

Recopilatorios:
- The Best of Billie (2005)
- The B-Sides Collection (2007)

### Singles
| Año  | Sencillo                    | Posición más alta | Posición más alta | Posición más alta | Posición más alta | Posición más alta | Posición más alta |
| Año  | Sencillo                    | UK                | IRL               | Australia         | SE                | SW                | NZ                |
| ---- | --------------------------- | ----------------- | ----------------- | ----------------- | ----------------- | ----------------- | ----------------- |
| 1998 | "Because We Want To"        | 1                 | 9                 | 19                | 8                 | -                 | 9                 |
| 1998 | "Girlfriend"                | 1                 | 12                | 35                | 22                | -                 | 2                 |
| 1998 | "She Wants You"             | 3                 | 21                | -                 | -                 | -                 | 4                 |
| 1999 | "Honey to the Bee"          | 3                 | 25                | 6                 | -                 | -                 | 5                 |
| 1999 | "Last Christmas"            | n/a               | -                 | -                 | 47                | -                 | -                 |
| 1999 | "Thank ABBA for the Music"1 | 4                 | 5                 | 9                 | 8                 | -                 | 6                 |
| 2000 | "Day & Night"               | 1                 | 13                | 8                 | 52                | 62                | 6                 |
| 2000 | "Something Deep Inside"     | 4                 | -                 | 20                | -                 | 97                | 18                |
| 2000 | "Walk of Life"              | 25                | -                 | -                 | -                 | 66                | -                 |

## Libros
- Growing Pains (2006): Libro autobiográfico.